# بطاطا يوكون الذهبية
بطاطا يوكون الذهبية عبارة عن صنف هجين من البطاطا يتميز بقشرته الرقيقة والملساء التي تكون خالية من النقاط السوداء ولونه هو ضرب من اللون الاصفر. تم تطوير هذه البطاطس في الستينيات من قبل جارنيت ("جاري")جونسون   في جيلف ، أونتاريو ، كندا، بمساعدة جيف روبيري في جامعة Guelph . تم صنع هذا النوع الهجين بشكل رسمي في عام 1966 وتم البدء ببيعها أخيرًا في السوق في عام 1980 - لقبت هذه البطاطا باسم 'Yukon Gold' أي 'ذهب يوكون'.

## التطوير والتسمية

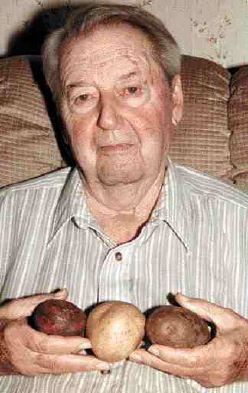
غاري جونستون ، الرجل الرئيسي في تطوير بطاطا "يوكون جولد" اي 'ذهب يوكون'

## معرض صور

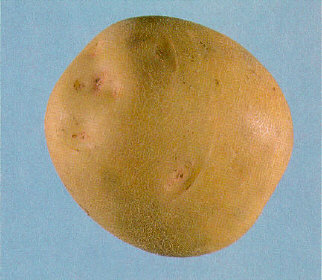
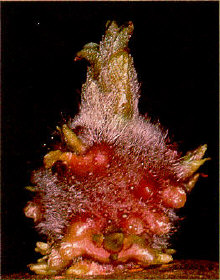
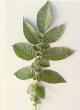
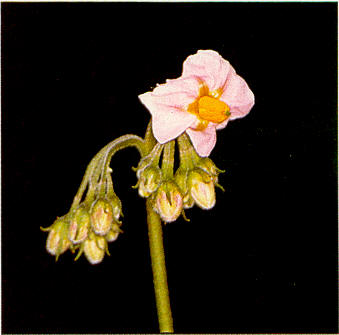
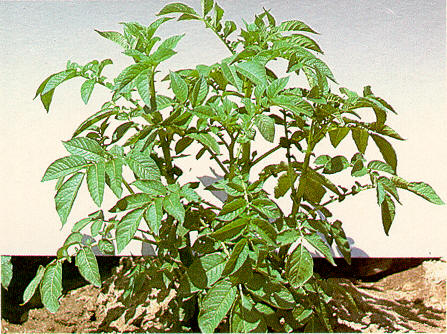
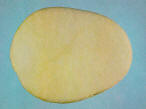

## روابط خارجية
- يوكون خصائص الذهب
- يوكون معلومات صفحة الذهب
- Yukon Gold Potato Research Program History
- الوكالة الكندية للتفتيش على الأغذية: Yukon Gold